# Agapostemon krugii
Agapostemon krugii är en biart som beskrevs av Albert Burke Wolcott 1936. Agapostemon krugii ingår i släktet Agapostemon och familjen vägbin. Inga underarter finns listade i Catalogue of Life.